# Маца Карбева
Маца Карбева (на македонска литературна норма: Маца Карбева) е югославска и македонска комунистка.

## Биография
Родена е на 20 август 1919 година във Велес или в някое велешко село. Участва в работническото движение в Кралство Югославия. През 1937 г. Карбева заедно с Нада Бутникошарева и Румяна Хаджипанзова организират първото честване на деня на жената - 8 март. От 1937 г. е член на СКМЮ, а от юни 1940 и на ЮКП. През декември 1941 г. преминава в нелегалност. По това време е член на Местния комитет на ЮКП за Велес. От 1942 г. е член на Покрайненския комитет на СКМЮ. От юни до септември 1942 е член на Местния комитет на ЮКП в Скопие. Спомага за организирането на партизански отряди във Велес и велешко. На 26 септември 1942 г. е арестувана от българската полиция и 20 дни лежи в затвора. Интернирана е за 6 месеца в девинското село Мугла в старите предели на България. През май 1943 г. се завръща в Македония и става член на Третия областен комитет на МКП. Работи в Тиквеш за организиране на въстание. През 1944 г. става член на Първия областен комитет. Делегат е на Първото заседание на АСНОМ. Носител е на Партизански възпоменателен медал 1941.